# Кроткая (фильм, 1992)
«Кроткая» — грузинский полнометражный цветной художественный фильм, поставленный на киностудии «Арси» в 1991 году режиссёром Автандилом Варсимашвили по одноимённому произведению Ф. М. Достоевского.
Премьера фильма состоялась в 1992 году.

## Сюжет
По одноимённой повести Ф. М. Достоевского.
Девушка-бесприданница выходит замуж за ростовщика. Супруги не понимают друг друга из-за разницы в возрасте и социальном положении...

## В главных ролях
- Нино Тархан-Моурави — Кроткая
- Лев Дуров — ростовщик

## В остальных ролях и эпизодах
- Мурман Джинория
- Михаил Кикачеишвили
- Иза Гигошвили
- Марика Гарсеванишвили
- Мамука Лория
- Александр Беспалый
- Заза Бараташвили
- Нино Брегвадзе